# Korruption i Ekvatorialguinea

Ekvatorialguineas flagga

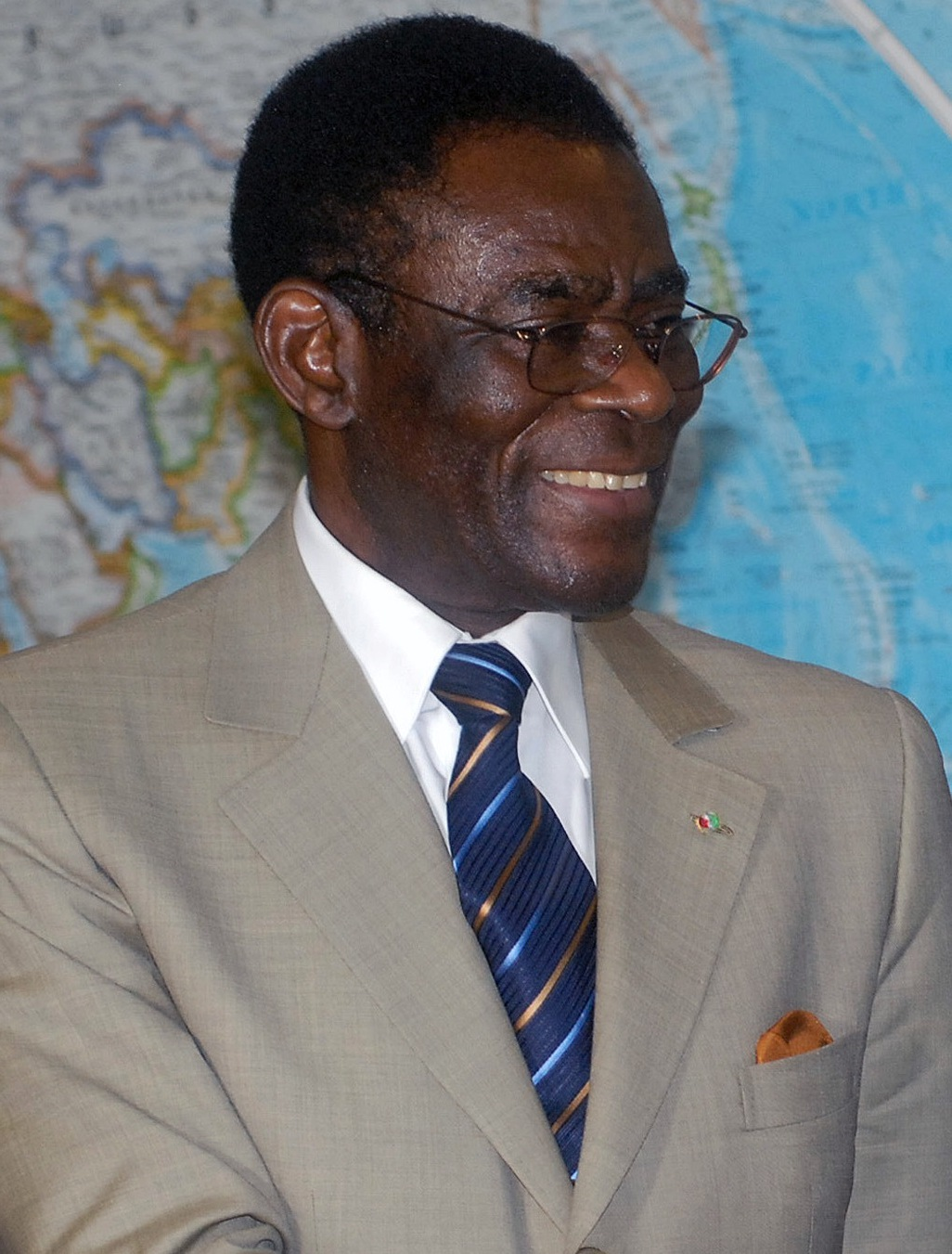
Ekvatorialguineas President Teodoro Obiang Nguema Mbasogo har styrt Ekvatorialguinea sedan 1979 och är känd för sin inblandning i omfattande korruption och maktmissbruk.

Politisk korruption i Ekvatorialguinea är hög enligt globala mått och anses vara bland de värsta i världen. Den har beskrivits som "en nästan perfekt kleptokrati" där omfattningen av systematisk korruption och ledarnas likgiltighet inför folkets välfärd placerar landet längst ner på alla större styrningsindikatorer eller rankningar, under nationer med liknande BNP per capita.
"Få länder symboliserar oljedriven korruption och nepotism mer än Ekvatorialguinea", skrev Jan Mouawad i The New York Times i juli 2009. Enligt Open Society Foundations (OSF) är landets korruptionssystem "oöverträffat i sin fräckhet". Regeringen kontrolleras av en begränsad grupp mäktiga individer som avleder större delen av landets intäkter till sina egna hemliga bankkonton i andra länder. Ekvatorialguineas korruption är så djupt rotad att forskaren Geoffrey Wood hävdar att landet kan klassificeras som en kriminell stat.

## Intäkter
Situationen är särskilt dramatisk på grund av landets enorma intäkter från olja och andra naturresurser. The Guardian noterade att landet är oerhört rikt tack vare sina stora oljereserver, men att denna rikedom är koncentrerad till en elitminoritet. Trots en BNP per capita på 18 236 USD, vilket gör landet rikare än de flesta afrikanska länder och placerar det strax under Kina, rankas Ekvatorialguinea på plats 145 av 189 länder på Human Development Index, ett mått på livskvalitet. Medan Ekvatorialguineas befolkning tekniskt sett har en BNP per capita liknande Kina, lever den stora majoriteten i en fattigdom värre än i Afghanistan eller Tchad, enligt Arvind Ganesan från Human Rights Watch 2009, och tillskriver denna ojämlikhet regeringens korruption, inkompetens och förakt för folkets välbefinnande. De flesta i Ekvatorialguinea lever i extrem fattigdom, utan tillgång till sjukvård eller utbildning. Samtidigt är all kritik mot de styrande klasserna obefintlig på grund av regeringens användning av våld och hot för att tysta oppositionen.

## Ekonomiska ojämlikheter
Sasha Lezhnev från Global Witness noterade 2008 att regeringen årligen tjänar miljardbelopp i oljeintäkter, medan befolkningen lever på mindre än 1 USD om dagen. President Teodoro Obiang sägs ha kontroll över oljereserverna och regeringen, enligt Ganesan, och som en följd är landets oerhört rika statskassa "en privat bankomat för några få" snarare än till användning för allmänhetens nytta. Enligt Financial Times skämtar utländska diplomater om att Ekvatorialguinea är ett familjeföretag som innehar en plats i FN. Landet är känt bland utländska affärsmän som en dålig miljö för affärer och investeringar. Den person som blivit mest förknippad med Ekvatorialguineas ledarskaps korruption i internationell media är Teodorin Obiang, en son till presidenten vars överdådiga livsstil i södra Kalifornien, Paris och andra platser har uppmärksammats och varit måltavla för utredningar av bland andra amerikanska och franska myndigheter.

## Korruptionsrankningar
På grund av korruptionsnivåerna rankas landet alltid nära botten på Transparency Internationals Corruption Perceptions Index. År 2023 var det bara åtta länder som rankades lägre på en skala av 180 länder globalt, där landet som rankas högst uppfattas ha den mest ärliga offentliga sektorn. Endast två länder rankades lägre i subsahariska Afrika. Det är det enda landet i världen sedan 2008 som har fått en poäng på 'noll' för budgettransparens. År 2008 visade en rapport från U.S. State Department att tjänstemän i Ekvatorialguinea ofta ägnar sig åt korruption och olagliga metoder med straffrihet.